# Pseudogenes ornaticeps
Pseudogenes ornaticeps är en skalbaggsart som beskrevs av Leon Fairmaire 1894. Pseudogenes ornaticeps ingår i släktet Pseudogenes och familjen långhorningar.
Artens utbredningsområde är Madagaskar. Inga underarter finns listade i Catalogue of Life.